# Hanzhong
Hanzhong (chiń. 汉中; pinyin Hànzhōng) – miasto o statusie prefektury miejskiej w środkowych Chinach, w prowincji Shaanxi, w kotlinie Hanzhong Pendi, nad rzeką Han Shui. W 2010 roku liczba mieszkańców miasta wynosiła 148 948. Prefektura miejska w 1999 roku liczyła 3 648 967 mieszkańców. Ośrodek usługowy i przemysłowo-handlowy, rozwinięty przemysł spożywczy i maszynowy, a także rzemiosło artystyczne. Miasto posiada własne lotnisko. Stolica rzymskokatolickiej diecezji Hanzhong.

## Podział administracyjny
Prefektura miejska Hanzhong podzielona jest na:
- dzielnicę: Hantai,
- 10 powiatów: Nanzheng, Chenggu, Yang, Xixiang, Mian, Ningqiang, Lüeyang, Zhenba, Liuba, Foping.

## Współpraca
- Izumo, Japonia
- Turnhout, Belgia